# Decorsea galpinii
Decorsea galpinii är en ärtväxtart som först beskrevs av Burtt Davy, och fick sitt nu gällande namn av Bernard Verdcourt. Decorsea galpinii ingår i släktet Decorsea, och familjen ärtväxter. Inga underarter finns listade i Catalogue of Life.